# Megalestris Hill
Der Megalestris Hill (englisch, französisch Colline des Mégalestris, spanisch Colina Megalestris) ist ein 35 m hoher Hügel im südlichen Teil der Petermann-Insel im Wilhelm-Archipel vor der Westküste der Antarktischen Halbinsel.
Teilnehmer der Fünften Französischen Antarktisexpedition (1908–1910) kartierten ihn als Erste. Der Expeditionsleiter und Polarforscher Jean-Baptiste Charcot benannte den Berg nach einem inzwischen nicht mehr gebräuchlichen Namen für den Antarktikskua. Das UK Antarctic Place-Names Committee übertrug die französische Benennung 1953 ins Englische. Auf dem Hügel befindet sich ein Steinhügel mit einer Gedenktafel zur Charcots Expedition, die zu den Historischen Stätten und Denkmälern in der Antarktis (HSM-27) gehören.